# Rodgau

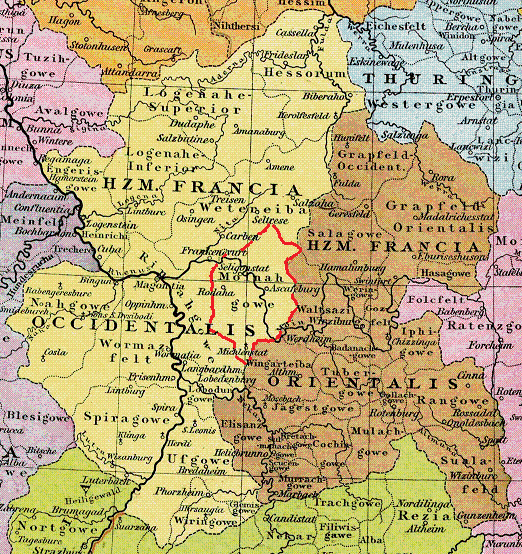
Localització del Maingau al Ducat de Francònia Occidental a l'any 1000

El Rodgau és una regió històrica d'Alemanya que formava part del Maingau a l'edat mitjana, al sud-est de la zona del Rin-Main. En les fonts medievals, també és anomenat com Rothgau, Rohtgau, Rotgau o Robgau. Avui dia s'entén per "Rodgau" la ciutat del mateix nom (vegeu Rodgau (Offenbach)) fundada el 1977 com a part de la reforma del govern local a Hessen per la fusió de cinc municipis anteriorment independents.
Al segle xix hi havia els següents llocs amb la designació de Rodgau:
- Rodgau Nieder-Roden, en l'actualitat la ciutat de Rodgau
- Rodgau Dudenhofen, en l'actualitat la ciutat de Rodgau
- Rodgau Jügesheim, en l'actualitat la ciutat de Rodgau
- Rodgau Hainhausen, en l'actualitat la ciutat de Rodgau
- Rodgau Weiskirchen, en l'actualitat la ciutat de Rodgau

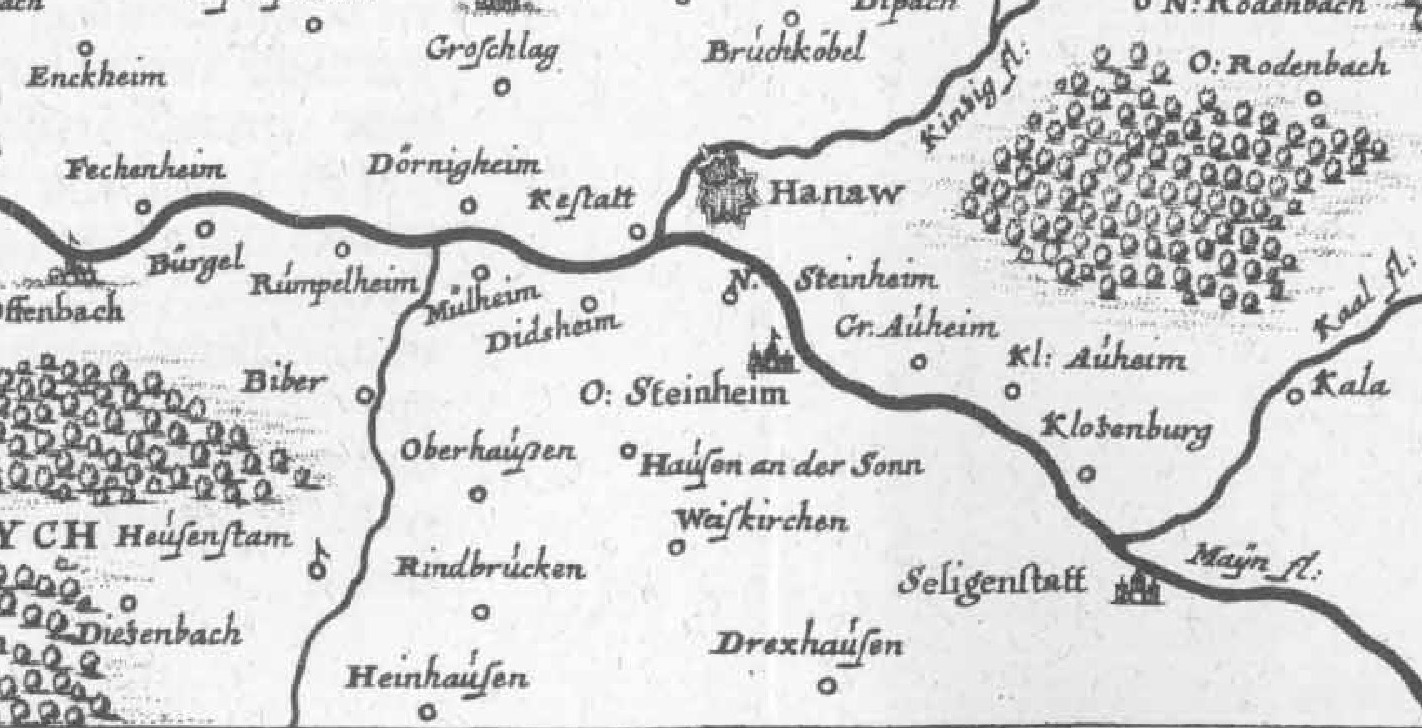
Els pobles del nord de Rodgau en un gravat de Matthaüs Merian

Durant l'Imperi franc el Rodgau abraçava una major extensió i limitava amb el Bachgau a l'est; al sud i a l'oest per l'Alt Rheingau; i al nord el Maingau propi.

## Història
L'àrea de Rodgau estava repartida a l'edat mitjana entre els següents propietaris:
- Abadia de Seligenstadt, més tard ciutat de Seligenstadt
- Senyors i comtes d'Eppstein, més tard districte de Steinheim
- Senyors de Hagen-Münzenberg
- Senyors d'Heusenstamm, més tard districte d'Heusenstamm

Bürgel, Rumpenheim i Offenbach van pertànyer a propietaris estrangers.